# PWS-35 Ogar
PWS-35 „Ogar” – dwumiejscowy samolot szkolno-akrobacyjny, skonstruowany przez Kazimierza Nowickiego, Mariana Piątka, Michała Rosnowskiego w roku akademickim 1935/36 na Politechnice Lwowskiej.

## Historia
Inżynierowie Kazimierz Nowicki, Marian Piątka, Michał Rosnowski opracowali projekt samolotu akrobacyjnego NPR-1 na Politechnice Lwowskiej w roku akademickim 1935/36. Konstruktorzy zamierzali zbudować samolot we Lwowie, jako konstrukcje amatorską, ale prace nad projektem przeciągały się.
Zostały wznowione w lutym 1937 roku, kiedy to PWS zaangażowała konstruktorów samolotu NPR-1. Projekt został zmodyfikowany do wymagań szkolenia wojskowego oraz do technologii stosowanej w PWS. Samolot oznaczono PWS-35 „Ogar”. Nowicki kierował całością prac konstrukcyjnych, Piątek zajął się konstrukcją i częścią obliczeń a Rosnowski dokonywał głównych obliczeń. W drugiej połowie 1937 roku przystąpiono do budowy prototypu, a na początku 1938 roku samolot przeszedł próby statyczne. Prototyp, w stosunku do założeń konstrukcyjnych, przekroczył masę startową o 360 kg.
Pierwszy prototyp o znakach SP-BNA oblatał pil. Stanisław Szubka w lecie 1938 roku na
lotnisku fabrycznym w Białej Podlaskiej. Próby w locie wykazały, że samolot był niestateczny kierunkowo a lotki miały niską skuteczność. Ponadto Ogar wykazywał nieprawidłowe zachowania w korkociągu. Pod koniec lata 1938 roku gotowy był już drugi prototyp PWS-35 o znakach SP-BNB, który przekazano do prób w ITL w Warszawie. Inż. Michał Rosnowski przygotowywał dokumentację samolotu do produkcji seryjnej w drugiej połowie 1938 roku, ale kłopoty z własnościami pilotażowymi i zwiększonym ciężarem samolotu nieco opóźniły uruchomienie produkcji, która miała być podjęta na jesieni 1939 roku. Po wybuchu II wojny światowej jeden z prototypów został przejęty przez polski lotnictwo i rozbity w katastrofie pod Lubartowem. Drugi uległ zniszczeniu podczas bombardowania lotniska.

## Konstrukcja

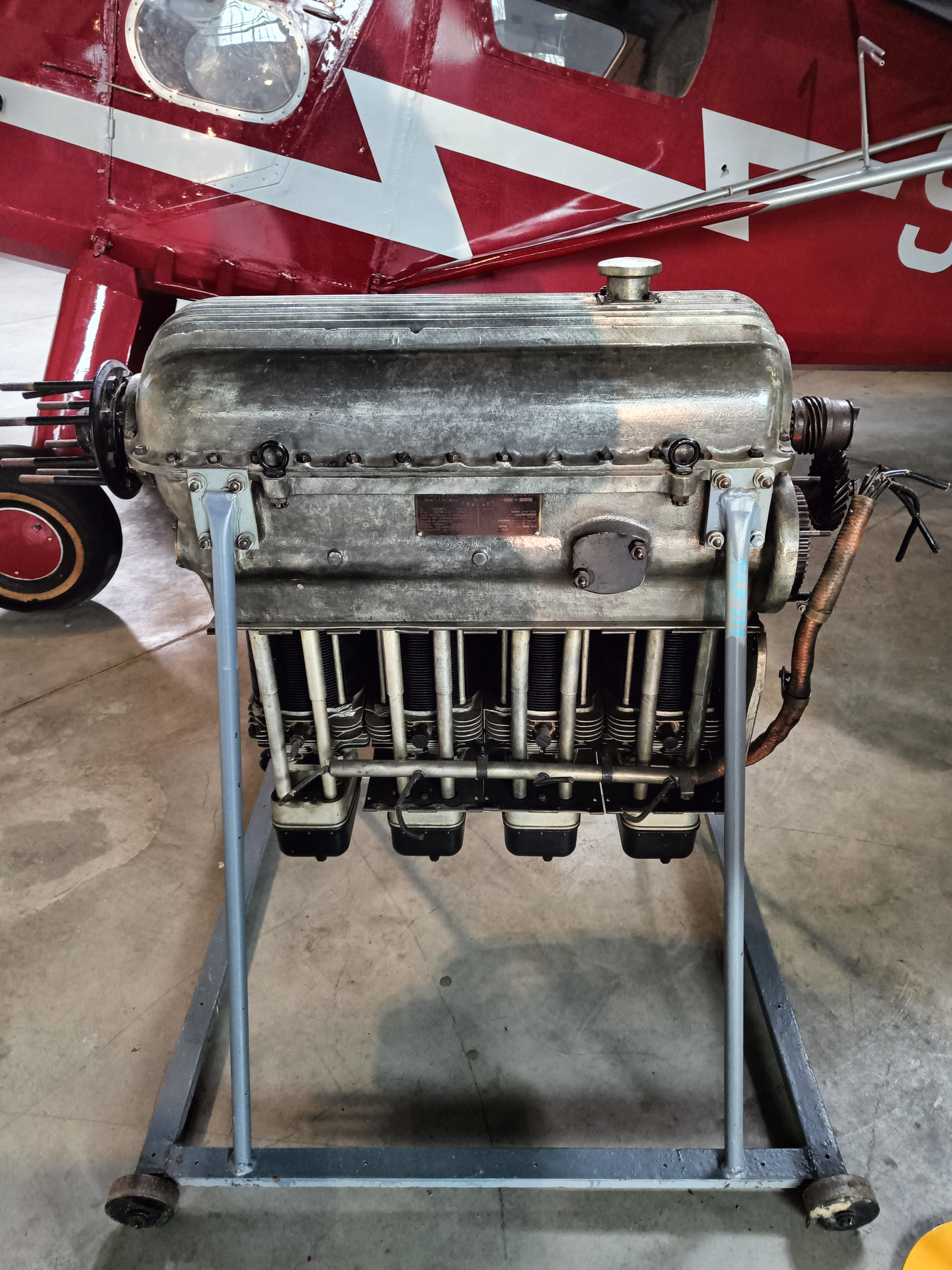
Silnik PZInż. Walter Major 4 eksponowany w MLP w Krakowie

PWS-35 „Ogar” był dwumiejscowym samolotem szkolno-akrobacyjnym o układzie dwupłata i konstrukcji mieszanej. 
Kadłub spawany z rur stalowych, kryty w okolicy silnika blachą, do kabiny sklejką a dalej płótnem. Kabiny załogi otwarte, osłonięte wiatrochronami, wyposażone w komplet przyrządów sterowniczych. płaty dwudźwigarowe o konstrukcji drewnianej, obrysie prostokątnym i profilu ITS-NPR. Płat górny trójdzielny, dolny dwudzielny. Obydwa płaty do pierwszego dźwigara kryte sklejką, dalej płótnem. Komora płatów usztywniona słupkami i naciągami z drutu, płat górny połączony z kadłubem za pomocą piramidki. Lotki tylko na dolnym płacie, z napędem linkowym. Usterzenie o konstrukcji drewnianej, stateczniki kryte sklejką, stery płótnem. Podwozie stałe, trójpunktowe z amortyzowaną płozą ogonową. Golenie główne amortyzowane olejowo-powietrznie, wyposażone w opony niskociśnieniowe firmy Dunlop. Silnik chłodzony powietrzem, czterocylindrowy, rzędowy PZInż Major 4 (w pierwszym prototypie Gipsy Major) o mocy nominalnej 120 KM i mocy startowej 130 KM.